# Edmonton-Nord
Pour les articles homonymes, voir Edmonton (homonymie).
Circonscription électorale fédérale du Canada
Edmonton-Nord ((en) Edmonton North) est une circonscription électorale fédérale de l'Alberta, représentée de 1979 à 2004.
La circonscription d'Edmonton-Nord est créée en 1976 avec des parties d'Edmonton-Centre, Edmonton-Est, Edmonton-Ouest et Pembina. Abolie en 2003, elle est redistribuée parmi Edmonton-Est, Edmonton—Sherwood Park et Edmonton—St. Albert.

## Géographie
En 1976, la circonscription d'Edmonton-Nord comprenait:
- La partie nord de la ville d'Edmonton délimitée par la voie ferrée du Canadien National, 124e rue, la Kingsway, 109e rue, 111e avenue et la 97e rue

## Députés
| Législature                                                                              | Années                                                                          | Député                                                                          | Député                                                                          | Parti                                                                           |
| Edmonton-Nord issue de Edmonton-Centre, Edmonton-Est, Edmonton-Ouest et Pembina          | Edmonton-Nord issue de Edmonton-Centre, Edmonton-Est, Edmonton-Ouest et Pembina | Edmonton-Nord issue de Edmonton-Centre, Edmonton-Est, Edmonton-Ouest et Pembina | Edmonton-Nord issue de Edmonton-Centre, Edmonton-Est, Edmonton-Ouest et Pembina | Edmonton-Nord issue de Edmonton-Centre, Edmonton-Est, Edmonton-Ouest et Pembina |
| ---------------------------------------------------------------------------------------- | ------------------------------------------------------------------------------- | ------------------------------------------------------------------------------- | ------------------------------------------------------------------------------- | ------------------------------------------------------------------------------- |
| 31e                                                                                      | 1979–1980                                                                       |                                                                                 | Steve Paproski                                                                  | Progressiste-conservateur                                                       |
| 32e                                                                                      | 1980–1984                                                                       |                                                                                 | Steve Paproski                                                                  | Progressiste-conservateur                                                       |
| 33e                                                                                      | 1984–1988                                                                       |                                                                                 | Steve Paproski                                                                  | Progressiste-conservateur                                                       |
| 34e                                                                                      | 1988–1993                                                                       |                                                                                 | Steve Paproski                                                                  | Progressiste-conservateur                                                       |
| 35e                                                                                      | 1993–1997                                                                       |                                                                                 | John Loney                                                                      | Libéral                                                                         |
| 36e                                                                                      | 1997–2000                                                                       |                                                                                 | Deborah Grey                                                                    | Réformiste                                                                      |
| 36e                                                                                      | 2000-2000                                                                       |                                                                                 | Deborah Grey                                                                    | Alliance canadienne                                                             |
| 37e                                                                                      | 2000–2002                                                                       |                                                                                 | Deborah Grey                                                                    | Alliance canadienne                                                             |
| 37e                                                                                      | 2002-2002                                                                       |                                                                                 | Deborah Grey                                                                    | Caucus démocratique représentatif                                               |
| 37e                                                                                      | 2002-2003                                                                       |                                                                                 | Deborah Grey                                                                    | Alliance canadienne                                                             |
| 37e                                                                                      | 2003-2004                                                                       |                                                                                 | Deborah Grey                                                                    | Conservateur                                                                    |
| Circonscription abolie parmi Edmonton-Est, Edmonton—Sherwood Park et Edmonton—St. Albert |                                                                                 |                                                                                 |                                                                                 |                                                                                 |